# الشبكات الاجتماعية ذات الاهتمامات المشتركة
الشبكات الاجتماعية ذات الاهتمامات المشتركة (بالإنجليزية: interest-based social network)‏: هي مواقع تجمع أشخاصاً يناقشون مواضيع مختارة، وتجمعهم اهتماماتهم المشتركة في موضوع معين: مثل المهن المتعلقة بالأعمال، القوارب، الجياد، الصحة، ورياضات معينة مثل التزحلق على الجليد وغيرها من الرياضات، بالإضافة إلى الكثير من الاهتمامات العلمية. ولأن عدد رواد هذه الشبكات الاجتماعية التي تهتم بموضوع معين أقل من الشبكات الأخرى؛ تعتمد هذه الشبكات في دخلها الرئيسي على الإعلانات التجارية.

## فوائدها
1- الشبكات الاجتماعية تتيح لمشتركيها ذوي الاهتمامات المحددة المشاركة في معلوماتهم وخبراتهم وملفاتهم.
2- إيجاد الخبرات والوظائف المطلوبة في مجالات مختلفة حسب اهتماماتهم.
3- التنبيه عن المؤتمرات والأحداث التي تهم الأفراد في جماعة معينة..

## أضرارها
1- استخدام المعلومات الشخصية في قضايا مضادة.
2- الشبكات الاجتماعية بشكل عام تؤدي إلى إدمان الإنترنت وضياع الأوقات.

## أمثلة عليها
يوجد عدد كبير من الشبكات الاجتماعية ذات الاهتمامات المشتركة نذكر منها ما يلي:
Spoke: هذا الموقع سهل على رجال الأعمال اكتشاف وكسب المعرفة عن نظرائهم الآخرين في نفس المجال، ويساعد على الحصول على معلومات عن جميع الموظفين في كل قطاعات الشركات والمؤسسات والأعمال المختلفة، ويوجد معلومات عن أكثر من 60 مليون وظيفة في أكثر من2.3 مليون شركه تعطي الموقع المعلومات الكافيه للمحافظه على معلوماتهم والنظر في مجالات جديدة.
jigsaw: يحتوي على أكبر قاعدة بيانات يمكن الحصول عليها من شبكة الإنترنت، ودليل يحتوي على 18 مليون عنوان لمنشآت أعمال، وتتحدث يوميا ب25000 عنوان جديد، وكل عنوان يحتوي على رقم الهاتف والوظيفة والشركة والعنوان البريدي والبريد الإلكتروني للأعمال، ويحتوي على محرك بحث للبحث عن الشركات للحصول على عناوينهم وصفحاتهم الإلكترونية.
Fool.com: 
موقع خدمات مالية لبناء أكبر مجتمع استثماري عالمي تصل معلوماته إلى ملايين الأشخاص من خلال الموقع الإلكتروني والكتب والجرائد والإعلانات التلفزيونية.
Military.com: موقع يختص بالعسكريين وعائلاتهم، ويساعدهم على الاستفادة من خبراتهم بعد انتهاء فترتهم العسكرية؛ فهو يعطيهم المساحة للتحدث عن قصصهم وأحوالهم وأخبارهم خلال عملهم العسكري، ويخدم عائلاتهم بالحصول على المنح والتخفيضات الحكومية الخاصة.
Linked in: موقع يجتمع فيه أصحاب الكفاءات العالية حول العالم يمثلون أكثر من 170 صناعه وأكثر من 200 دولة، ويمكن لأي خبير في مجال محدد أن يتقدم ويتعاون مع نظرائه في نفس المجال لتحقيق الأهداف المشتركة بين الخبراء.